# Riao (Cameroun)
Riao est un village du Cameroun situé dans le département de la Bénoué et la région du Nord. Il fait partie de la commune de Lagdo. Riao est l’un des trois villages de la commune de Lagdo qui ont été visités par le président Paul Biya après les inondations de septembre 2012.
Coordonnées: longitude 13.69° est, latitude 9.11° nord
Altitude: 194 m

## Population
Le nombre d’habitants était de 1061 d’après le recensement de 2005. D’après le Plan Communal de Développement de Lagdo daté de 2015, le nombre d’habitants de Riao était de 1781.